# 全国地方新聞社連合会
全国地方新聞社連合会（ぜんこくちほうしんぶんしゃれんごうかい）とは、地方新聞46社が加盟する業界団体。通称は地方紙連合。1999年結成。
なお、中日新聞社、北國新聞社、新日本海新聞社は複数の新聞を発行している。

## 加盟社
- 北海道新聞社
- 東奥日報社
- 秋田魁新報社
- 岩手日報社
- 山形新聞社
- 河北新報社
- 福島民報社
- 福島民友新聞社
- 茨城新聞社
- 下野新聞社

- 上毛新聞社
- 埼玉新聞社
- 千葉日報社
- 神奈川新聞社
- 山梨日日新聞社
- 静岡新聞社
- 信濃毎日新聞社
- 新潟日報社
- 中日新聞社
- 岐阜新聞社

- 伊勢新聞社
- 北日本新聞社
- 北國新聞社
- 福井新聞社
- 京都新聞社
- 奈良新聞社
- 産経新聞大阪本社
- 神戸新聞社
- 山陽新聞社
- 中国新聞社

- 新日本海新聞社
- 山陰中央新報社
- 山口新聞社
- 四国新聞社
- 愛媛新聞社
- 徳島新聞社
- 高知新聞社
- 西日本新聞社
- 佐賀新聞社
- 長崎新聞社

- 大分合同新聞社
- 熊本日日新聞社
- 宮崎日日新聞社
- 南日本新聞社
- 沖縄タイムス社
- 琉球新報社